# Sonja Jurić
Sonja Jurić (Zagreb, 20. kolovoza 1973.), hrvatska književnica iz Mostara.

## Biografija
Osnovnu i srednju školu završila je u Mostaru gdje je i diplomirala na Filozofskom fakultetu Sveučilišta u Mostaru. Magistar je hrvatskog jezika i književnosti i trenutno je na doktorskom poslijediplomskom studiju "Jezici i kulture u kontaktu", smjer kroatistika, na Sveučilištu u Mostaru. Objavljivala je knjige poezije, slikovnice i knjige priča za djecu. Pjesme i priče su joj prevedene na engleski, njemački, talijanski, makedonski i slovenski jezik. Nagrađivana je na Šimićevim susretima u Drinovcima 2006. godine. Nominirana je za nagradu Astrid Lindgren (koju svake godine dodjeljuje Swedish Arts Council u Stockholmu za autore koji daju doprinos na polju dječje književnosti) za 2018. godinu uime Bosne i Hercegovine.
Poeziju je objavljivala u časopisima: Diwan, Dubrovnik, Hrvatsko slovo, Izraz, Književnik, Osvit, Marulić, Mogućnosti, Mostariensia, Motrišta, Putevi, Riječ i Život.
Članica je Društva pisaca BiH, Matice hrvatske Mostar, HKD Napredak Mostar i Društva hrvatskih književnika Herceg Bosne. Živi u Mostaru gdje na Filozofskom fakultetu radi kao asistentica na Metodici nastave književnosti.